# برینرد (مینه‌سوتا)
برینرد  (به انگلیسی: Brainerd) شهری در شهرستان کرو وینگ ایالت مینه‌سوتا در کشور ایالات متحده آمریکا است که جمعیت آن در سرشماری سال ۲۰۱۰ میلادی، ۱۳۵۹۰ نفر بوده‌است.